# What Is Life
〈What Is Life〉는 1970년 세 번째 음반 《All Things Must Pass》에 발매된 영국의 음악가 조지 해리슨이 부른 노래이다. 1971년 2월, 많은 나라에서, 이 음반으로부터 두 번째 싱글 음반으로 발매되었고, 미국, 캐나다 그리고 그 밖의 다른 나라에서 톱 10 히트곡이 되었으며, 호주와 스위스의 싱글 차트에서 1위를 차지했다. 영국에서 〈What Is Life〉는 1971년에 가장 잘 팔리는 싱글 앨범인 〈My Sweet Lord〉의 B 사이드로 등장했다. 해리슨의 이 노래의 배후 음악가들에는 에릭 클랩튼과 그가 비틀즈의 마지막 몇 달 동안 순회했던 델라니 & 보니 후원 밴드 전체가 포함되어 있다.